# Yasmin (musiker)
Yasmin Zarine Shahmir, känd under mononymen Yasmin, född Yasmin Perry 21 december 1988 i Ashington och uppvuxen i Northumberland, är en brittisk sångerska, låtskrivare och DJ. Hon har skivkontrakt med Levels Entertainment tillhörande Ministry of Sound och började sin musikkarriär 2010 då hon medverkade på rapparen Devlins låt "Runaway". Den 30 januari 2011 släppte hon sin debutsingel "On My Own".